# Berny-en-Santerre
Berny-en-Santerre is een gemeente in het Franse departement Somme (regio Hauts-de-France) en telt 139 inwoners (2004). De plaats maakt deel uit van het arrondissement Péronne.

## Geografie
De oppervlakte van Berny-en-Santerre bedraagt 4,4 km², de bevolkingsdichtheid is 31,6 inwoners per km².
De onderstaande kaart toont de ligging van Berny-en-Santerre met de belangrijkste infrastructuur en aangrenzende gemeenten.

## Demografie
Onderstaande figuur toont het verloop van het inwonertal (bron: INSEE-tellingen).